# Az Óbudai temető nevezetes halottainak listája
Ezen a lapon az Óbudai temető nevezetes halottainak listája található, családi név szerinti betűrendben, születési és halálozási évvel, a sírhely pontos megjelölésével kapcsos zárójelben.
| Ábécé szerinti tartalomjegyzék                                                                           |
| --- |
| A, Á B C Cs D Dz Dzs E, É F G Gy H I, Í J K L Ly M N Ny O, Ó Ö, Ő P Q R S Sz T Ty U, Ú Ü, Ű V W X Y Z Zs |

## A, Á

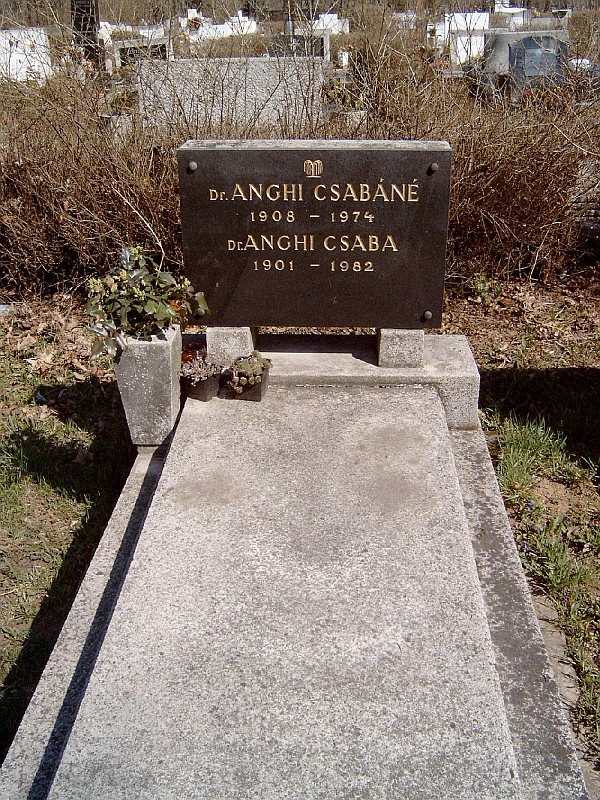
Anghi Csaba, a budapesti Állatkert igazgatójának sírja [21/2-1-21]

- Albert Flórián (1941–2011) labdarúgó, a nemzet sportolója [36-1]
- Alszeghy Zsolt (1888-1970) irodalomtörténész [17/2-1-97/98] [1]
- Andor Éva operaénekes [22-1-29]
- Andor Ilona (1904–1977) karnagy, zenetanár [22-1-29]
- Anghi Csaba (1901–1982) a budapesti Állatkert igazgatója [21/2-1-21]
- Artner Edgár (1895–1972) egyháztörténész [38/VI-1-1/2]

## B
- Bácsalmási Péter (1908–1981) atléta [21/1-1-3/4]
- Bády Ferenc (1912-1984) prelátus, protonotárius kanonok
- Balás Géza (1914–1987) kertészmérnök [9-274]
- Balázs Fecó (1951–2020) Kossuth- és Liszt Ferenc-díjas zenész, énekes, dalszerző
- Balogh Jolán (1900–1988) művészettörténész [II. körönd-2-7/8]
- Ballya Hugó (1908–1995) Európa-bajnok evezős [33-45 urnakripta]
- Baradlai János (1873–1942) gyógyszerész [19/4-2-67/68]
- Baránszky-Jób Imre (1928–1993) gépészmérnök [Pomázi út-12]
- Báró Anna (1920–1994) színművész
- Bendefy László (1904–1977) mérnök, geológus, történész [32/1-V-103]
- Béri Géza (1933–1979) költő
- Bibó István (1911–1979) a 3. Nagy Imre kormány államminisztere [16-díszpark]
- Bieber Károly (1893–1992) kovács iparművész [40-I-845]
- Bíró Sándor válogatott labdarúgó
- Bódy József (1922–1985) operaénekes [11/2-1-35]
- Boháček Ottokár (1870–1937) gépészmérnök [20-1-61/62]
- Bolvári Antal (1932–2019) olimpiai bajnok vízilabdázó
- Buss Gyula (1927–2008) színész

## C
- Czakó József (1923–1990) mezőgazdász [9-II-147/148]
- Czeizel Endre (1935–2015) orvos–genetikus [30-III-?]

## Cs
- Csoóri Sándor (1930–2016) költő, forgatókönyvíró, a nemzet művésze [16-1-?]

## D
- Damkó József (1872–1955) szobrászművész [34-1-128]
- Dénes András (1963–2023) sportújságíró, sporttörténész
- Dévai Hédi (1923–1979) színésznő
- Dezsényi Béla (1907–1972) könyvtáros [39-I-816]

## E, É
- Edőcs István (1941–1984) ökölvívó
- Endrei Walter (1921–2000) technikatörténész [4-1-29/30]

## F
- Fábián Dezső (1918–1973) olimpiai bajnok vízilabdázó [3-II/211. fülke]
- Fábián László (1936–2018) olimpiai bajnok kajakozó [PM-84]
- Fallenbüchl Ferenc (1873–1953) irodalomtörténész, r.k. pap [4-1-51/52]
- Faragó "Judy" István (1944–2003) gitáros, zeneszerző [26. parcella]
- Felkai László (1941–2014) olimpiai bajnok vízilabdázó [PM-64]
- Filák György (1936–1956) orvostanhallgató, 1956-os áldozat [4-1-126]
- Fock Jenő (1916–2001) politikus [szóróparcella]
- Fodor Gyula (1871–1942) építész [4. parcella]

## G

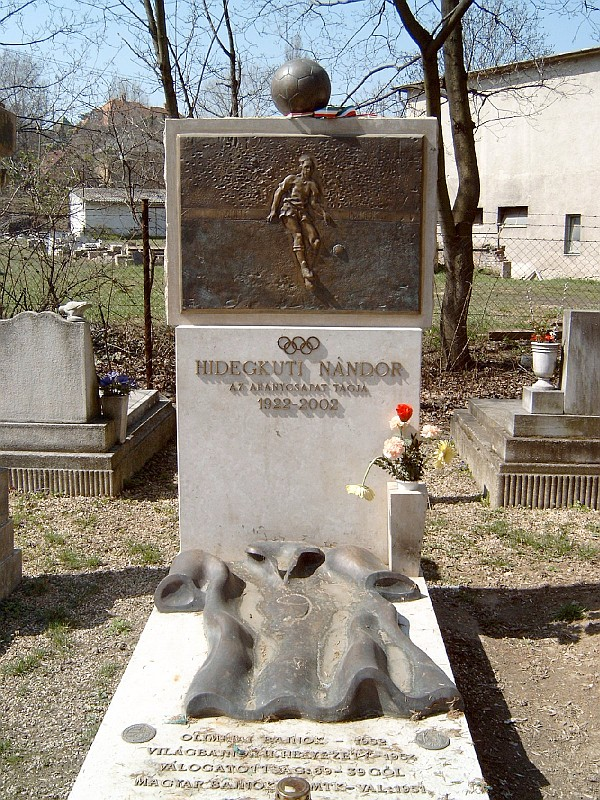
Hidegkuti Nándor labdarúgó sírja [24-I-10]

- Gácsi Sándor (1926-1989) újságíró, főszerkesztő, rádiós főmunkatárs. [9/II/0/97]
- Galamb Sándor (1886–1972) irodalomtörténész [5/13-I-77]
- Gombos Katalin (1929–2012) színésznő [5-1-55/56]
- Göncz Árpád (1922–2015) író, műfordító, politikus, köztársasági elnök [16-1-1/2]
- Görgey István (1825–1912) honvédtiszt, történetíró, Görgei Artúr öccse [9-I-32]
- Gruber Béla (1936–1963) festőművész [32-I-122]

## Gy
- Gyulai-Gaál Ferenc (1915–1981) zeneszerző, karnagy [13/2-12-33]

## H
- Hajnóczi Gyula (1920–1996) építész, régész [20-1-616]
- Haynal Imre (1892–1979) orvosprofesszor [30-I-23]
- Hegedűs Lajos Viktor (1801–1988) gyógyszerész, gyógyszerészet-történész [36/2-1 urnakripta]
- Hegymegi Kiss Pál (1885–1950) politikus [40/2-I-144]
- Hensch Árpád (1847–1913) mezőgazdász [13/2-II-142]
- Hidegkuti Nándor (1922–2002) labdarúgó, az Aranycsapat tagja [24-I-10]
- Hlatky László (1911–1982) színész [8-1-726]
- Homoródi Lajos (1911–1982) geodéta, az MTA tagja [7-50 dupla fülke]
- Horváth Árpád (1907–1990) technikatörténész [13/1-II-101]

## K
- Káldi Nóra (1943–1993) színésznő [5-1]
- Kállai Ernő (1890–1954) műkritikus
- Kerny István (1879–1963) fotóművész [7-I-96]
- Kislégi Kálmán (1916–1981) EB-bajnok vízilabdázó [5-1-137/138]
- Kliburszkyné Vogl Mária (1912–1996) geokémikus [30-XIII-24]
- Koletár Kálmán (1939–1982) színész
- Kontuly Béla (1904–1983) festőművész [13/5-I-83]
- Korányi Miklós (1896–1975) gyógyszerész [23/4-II-8]
- Kovács Ferenc (1926–1990) szobrász
- Kovács Gyula (1917–1986) birkózó [17-I-86]
- Kovács Júlia (1947–2021) Ferenczy Noémi-díjas üvegművész
- Krekó Béla (1915-1994) matematikus, egyetemi tanár (BCE) [20/0/1/225] Védett sír
- Kun Szilárd (1935-1987) sportlövő, Európa-bajnok [12-III-79]

## L
- Lábán Antal (1884–1937) irodalom történész [21/2-VI-33]
- Lakatos Menyhért (1926–2007) József Attila-díjas író [21/2-VII-48]
- Lányi Zsolt (1929–2017) politikus
- Laub István (1883–1935) zongoraművész, zongorapedagógus
- Laux József (1943–2016) zenész, könyvkiadó
- Lenz család, filantrópok [2/17-I-137/138]
- Litván György (1929–2006) történész [16-1]

## M
- Major Ottó (1924–1999) író [3-XII/714 fülke]
- Marék Antal (1903–1983) író [30-VII-35]
- Máté Károly (1896–1987) irodalom- és sajtótörténész [32/1-II-58]
- Mátrai Sándor (1932–2002) labdarúgó [30-I]
- Mécs Imre (1933–2023) villamosmérnök, politikus [16-1-?]
- Menyhárt Jacqueline (1937–1999) balettművész [15/2-0-19 chiara urnakripta]
- Mezei István (1912–1981) vízilabdázó [12/2-26-9]
- Milanovits Ilona (1932–1988) tornásznő [9-173 dupla fülke]
- Mödlinger Gusztáv (1899–1984) zoológus [10-I-90]

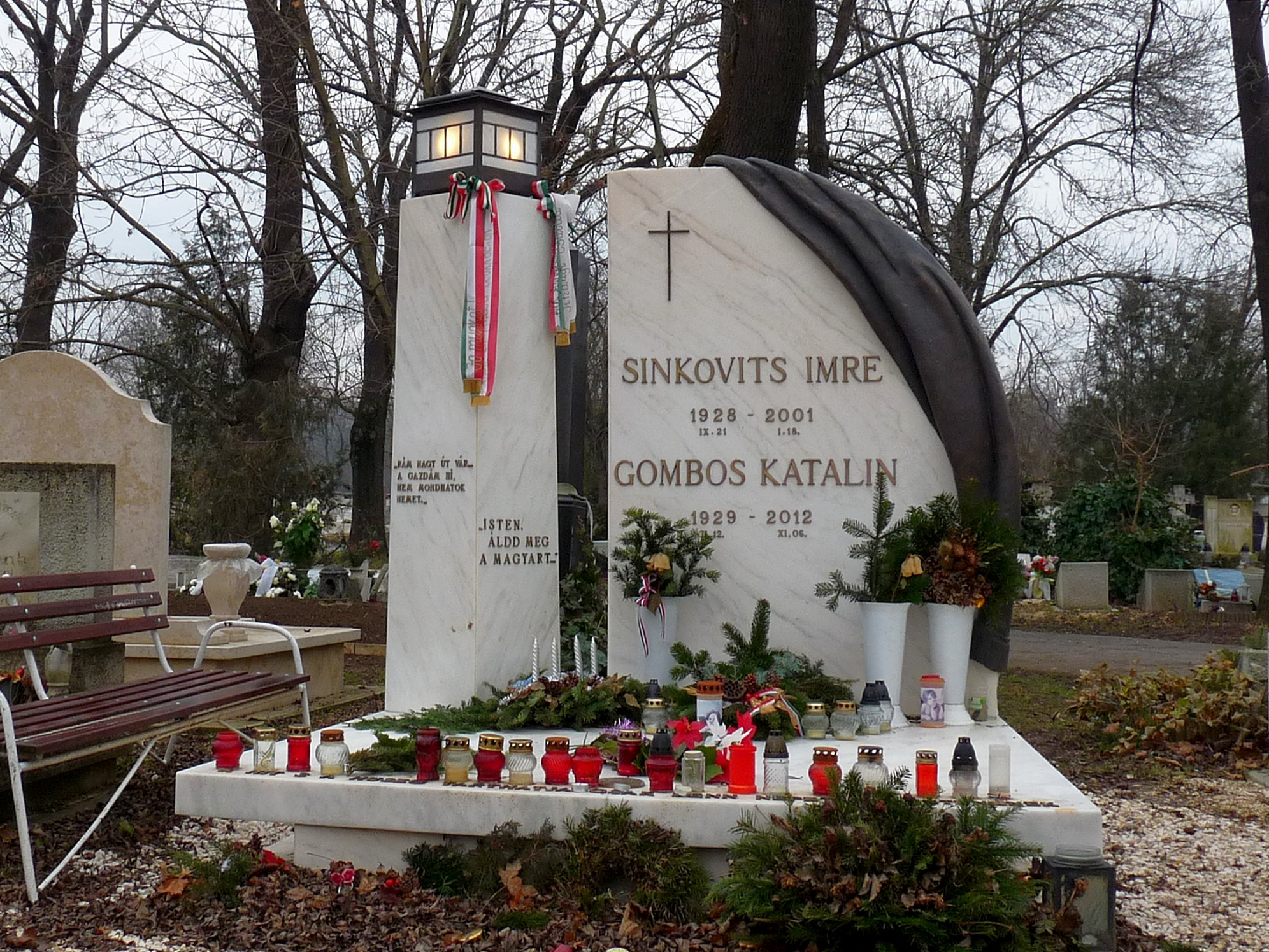
Sinkovits Imre, a nemzet színésze és felesége, Gombos Katalin sírja [5-1-55/56]

## N
- Nádai Csaba (1938–1956) gazdasági gyakornok, 1956-os áldozat [13/5-1-12]
- S. Nagy István (1934–2015) dalszövegíró
- Náray Zsolt (1927–1995) mérnök, fizikus [III. körönd-1-1/2]
- Nemes József (1889–1976) festőművész [14/1-II-36]
- Novobáczky Sándor (1924–1989) újságíró [12-I-133]

## Ny
- Nyíri Tamás (1920–1994) r. k. pap, Széchenyi-díjas teológus, filozófus [11-VII-1]

## P
- Palotás Péter (1929–1967) olimpiai bajnok labdarúgó [20-I-193]
- Parti János (1932–1999) olimpiai bajnok kenus [26/3-CF-15/16]
- Pataky Imre (1933–2000) Kossuth- és Jászai Mari-díjas bábszínész [35-I-552]
- Perjés Géza (1917–2003) hadtörténész [26/11-CF-7/8]
- Peskó Zoltán (1903–1967) orgonaművész [20-277 dupla fülke]
- Petrolay Margit (1908–1997) író, irodalomtörténész [26/6-KV-30 urna]
- Petrovácz István (1933–2007) író, műfordító, a Móra Kiadó volt irodalmi vezetője, főszerkesztője
- Püski Ottó válogatott teniszező

## R
- Rácz Jenő (1907–1981) politikus, pénzügyminiszter [11-II-16 urnasír]
- Ráfael Győző Viktor (1900–1981) festőművész, grafikus [30-VI-12]
- Rajkai György (1914–1979) díszlet- és jelmeztervező [30-II-17]
- Réthly Antal (1879–1975) meteorológus [6-3-21/22]
- Rodé Iván (1910–1989) orvos, radiológus [17/2-I-28]
- Rokken Imre (1903–1925) válogatott labdarúgó

## S

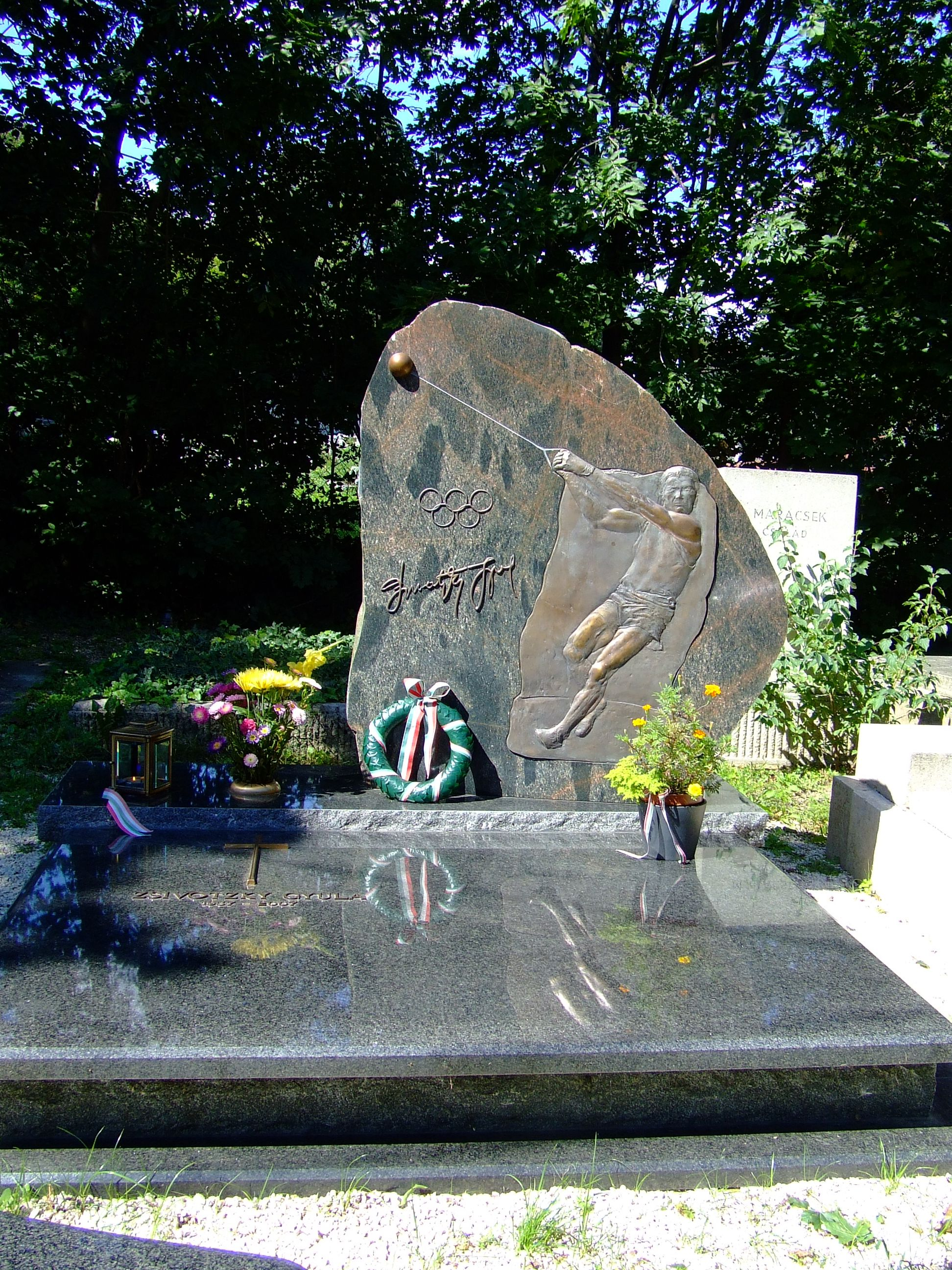
Zsivótzky Gyula olimpiai bajnok kalapácsvető, a nemzet sportolója sírja [24-I]

- Samu Géza (1947–1990) szobrász [49-I-60]
- Sárdy Brutus (1892–1970) festőművész [40-I-136]
- Sávoly Ferenc (1870–1938) meteorológus [43/2-I-109]
- Schéner Mihály (1923–2009) festőművész, szobrász [31-1-12]
- Schoen Arnold (1887–1973) művészettörténész [1/21-2-29]
- Schöck Ottó (1946–1999) a Metro együttes alapító tagja
- Simó József (1924–1979) keramikus [30-I-21]
- Sinkovits Imre (1928–2001) színművész, a nemzet színésze [5-1-55/56]
- Somogyi Árpád (1926–2008) szobrászművész [9]
- Somogyi József (1916–1993) szobrász [9-I-61]
- Stefanics János (1914–1982) orvos, sebész [5-1-90/91]
- Strommer Gyula (1920–1995) matematikus [9-1-62]

## Sz
- Szalai Csaba (1961–2023) biológus, genetikus
- Szegedi Károly (1953–1978) kenus [13-1]
- Szemes Mari (1932–1988) színésznő [13/5-I-121]
- Szentkirályi Zoltán (1927–1999) építészettörténész [22-1-30]
- Szilágyi János (1907–1988) régész [13/5-I-179]
- Szittya Károly (1918–1983) olimpiai bajnok vízilabdázó [12-III-128]
- Sztrókay Pál (1899–1964) gépészmérnök [49/1-I-183]

## T
- Takács Erzsébet (1928-1999) szobrász, éremművész [26/1]
- Tátrai Vilmos (1912–1999) hegedűművész [22-3-21]
- Thurzó Gábor (1912–1979) író, műfordító [30-I-48]
- Tibay Zoltán (1910–1989) nagybőgőművész [13/5-1-46]
- Toldalagi Pál (1914–1976) költő [23/2-2-23]
- Tóth Béla (1909–1996) textilvegyész [36-I-23]
- Tóth Géza (1901–1995) meteorológus, geofizikus [5-3-14]
- Tóth Tibor (1929–1991) antropológus [10-I-93]
- Török Ádám (1948–2023) zenész
- Trencsényi-Waldapfel Imre (1908–1970) klasszika-filológus, irodalomtörténész, MTA-tag [26/6-KV-30 urna]
- Trócsányi Dezső (1889–1962) filozófus [20-370 dupla fülke]
- Tulipán Mihály (1955–1986) válogatott labdarúgó

## U
- Ugray György (1908–1971) magyar szobrászművész [21/1]
- Uhlyárik Jenő (1893–1974) ezredes, vívó [22-3-6]

## V
- Vágó Eszter (Bóna Istvánné) (1928–1970) régész, muzeológus [35-I-165]
- Varga Béla (1932–2014) sportújságíró [10-]
- Varga János (1927–2008) történész, levéltáros, akadémikus, országgyűlési képviselő [23-0-1-48]
- Vargha Ilona (1910–1973) EB-bajnok vívó, iparművész [21/1-1-42]
- Vásárhelyi Miklós (1917–2001) újságíró [16-1-7]
- Vera Ilona (1911–1943) táncosnő [36-I-744]
- Vilezsál Oszkár (1930–1980) olimpiai bronzérmes labdarúgó
- Vitézy László (1940–2024) filmrendező, forgatókönyvíró, producer
- Vízvári György (1928–2004) vízilabdázó, olimpiai bajnok [2/17-XI-10]

## W
- Wrabel Sándor (1926–1992) festőművész [III. körönd-1-0-71/72]

## Z
- Zalaváry Lajos  (1923–2018) Ybl- és Kossuth-díjas építész, a nemzet művésze [16-]

## Zs
- Zsembery Gyula (1877–1957) a Magyar Turista Szövetség másodelnöke
- Zsivótzky Gyula (1937–2007) olimpiai bajnok kalapácsvető, a nemzet sportolója [24-I]